# 洛斯特魯希略斯-加瓦爾東
洛斯特魯希略斯-加瓦爾東（英語：Los Trujillos-Gabaldon）是位於美國新墨西哥州巴倫西亞縣的普查規定居民點。

## 人口
根據2020年美國人口普查的數據，洛斯特魯希略斯-加瓦爾東的面積為15.40平方千米，皆為陸地。當地共有人口2166人，而人口密度為每平方千米140.65人。